# Peñaflor de Hornija
Peñaflor de Hornija ist ein Ort und eine nordwestspanische Gemeinde (municipio) mit 350 Einwohnern (Stand: 2024) im Westen der Provinz Valladolid in der Autonomen Region Kastilien-León.

## Lage und Klima
Der ca. 840 m hoch gelegene Ort Peñaflor de Hornija liegt am Río Hornija, einem Nebenfluss des Duero, in der Iberischen Meseta ca. 25 km (Fahrtstrecke) nordwestlich von Valladolid. Das Klima im Winter ist kalt, im Sommer dagegen warm bis heiß; der spärliche Regen (ca. 425 mm/Jahr) fällt verteilt übers ganze Jahr.

## Bevölkerungsentwicklung
| Jahr      | 1857 | 1900  | 1950 | 2000 | 2019 |
| Einwohner | 899  | 1.017 | 861  | 454  | 297  |

Der deutliche Bevölkerungsrückgang seit den 1950er Jahren ist im Wesentlichen auf die Mechanisierung der Landwirtschaft sowie die Aufgabe von bäuerlichen Kleinbetrieben und die daraus resultierende Arbeitslosigkeit zurückzuführen (Landflucht).

## Wirtschaft
Die Einwohner der Gemeinde lebten jahrhundertelang als Selbstversorger von der Landwirtschaft, zu der auch ein wenig Viehzucht (Schafe, Ziegen, Hühner) und in geringem Umfang auch der Weinbau gehörte. Haltbare oder haltbar gemachte Überschüsse (Käse, Würste, Schinken etc.) konnten bei fahrenden Händlern oder auf den Märkten von Valladolid getauscht oder verkauft werden.

## Geschichte
Römische, westgotische und auch maurische Funde fehlen. Schon im 9. Jahrhundert eroberten asturisch-leonesische Heere die Gebiete nördlich des Duero zurück (reconquista), die anschließend von Zuwanderern aus vielen Teilen der Iberischen Halbinsel wiederbesiedelt (repoblación) wurden. In diese Zeit fällt wohl auch die Gründung des Ortes.

## Sehenswürdigkeiten
- Die aus weitgehend unbehauenen Bruchsteinen erbaute Iglesia de Santa María de la Espectación stammt aus dem 13. Jahrhundert; im 17. Jahrhundert begann man mit einem Neubau, der jedoch nicht vollendet wurde. Die Südseite des Langhauses der alten Kirche wird von einer Vorhalle (portico) eingenommen. Das nahezu fensterlose romanische Kirchenschiff (nave) ist tonnengewölbt; auffällig sind die zahlreichen Gurtbögen. Der deutlich höhere und aus exakt behauenen Werksteinen errichtete Chorbereich wird von einem sternförmigen Rippengewölbe überspannt.[4]
- Die Iglesia de San Salvador ist eine in Ruinen liegende romanische Kirche, die noch bis zum Jahr 1921 in Nutzung stand. Die Kirche ist aus Bruchsteinen erbaut; lediglich die Apsis, das Nordportal und die Ecksteine zeigen eine exakte Steinbearbeitung. Im 17. Jahrhundert wurde ein Glockenturm (campanario) angefügt.[5]
- Die Ermita del Santo Cristo de las Eras stammt aus dem 16. Jahrhundert und beherbergt eine ca. 1,70 m hohe Christusfigur.[6]
- Mehrere Häuser des Ortes tragen steinerne Adelswappen.